# Ladislaus Kmoch
Ladislaus Kmoch (* 14. Juni 1897 in Wien; † 10. März 1971 in Bisamberg) alias Ludwig Kmoch war ein österreichischer Karikaturist und Comiczeichner. Bekannt wurde er durch die von ihm erfundene Comicfigur Tobias Seicherl.

## Leben
Kmoch wuchs im Wiener Bezirk Ottakring, in dem er auch geboren wurde, auf. Er erlernte das Handwerk des Ledergalanteriewaren-Erzeugers. Nach seiner Ausbildung schlug er sich mit Gelegenheitsarbeiten durch.
Kmoch, der sich das Zeichnen nebenher autodidaktisch beigebracht hatte, arbeitete nach dem Ersten Weltkrieg für verschiedene Satireblätter, so für den Simplicissimus und Die Muskete. In der Muskete veröffentlichte er seine Zeichnungen als Ludwig Kmoch. Bevor er 1929 bei der österreichischen Boulevardzeitung Das Kleine Blatt der Druck- und Verlagsanstalt Vorwärts begann, arbeitete Kmoch für die satirische Zeitschrift Götz von Berlichingen. Für Das Kleine Blatt entwickelte er die Figur des Tobias Seicherl, die ab dem 5. Oktober 1930 als regelmäßiger Comicstrip erschien.
Die Figur des Seicherl war als Spießbürger, der den dumpfen nationalen Parolen allzu willentlich folgte, ausgelegt. So sympathisierte er anfänglich mit der Heimwehrbewegung, später mit Hitler. Zur Komplettierung des Seicherl schuf Kmoch den Hund Struppi, der im Gegensatz zu seinem Herrchen mit der Stimme der Vernunft sprach. Tobias Seicherl erschien bis zum 30. Juli 1939, wobei die Inhalte infolge des veränderten politischen Klimas unpolitisch wurden. Kmoch war allerdings seit 1934 für die illegale NSDAP aktiv, er beantragte am 5. Juni 1938 die reguläre Aufnahme in die Partei und wurde rückwirkend zum 1. Mai desselben Jahres aufgenommen (Mitgliedsnummer 6.120.932).
Kmoch diente bei der Wehrmacht unter anderem als Kartenzeichner und kam gegen Kriegsende in englische Gefangenschaft. Danach arbeitete er kurzzeitig in einer Wiener Porzellanmanufaktur und ließ für einige Wiener Zeitungen den Tobias Seicherl von 1958 bis 1961 noch einmal auferstehen.
Mit Eintritt in den Ruhestand im Jahr 1961 widmete sich Kmoch verstärkt seinen heimatkundlichen Interessen. Er erforschte vor allem die Geschichte des Bisamberges.  Als Kustos für Urgeschichte betreute er auch das Korneuburger Museum. Er verstarb nach einem Herzinfarkt in seinem Haus. Sein Sohn Manfred führte das geistige Erbe fort.

## Werke (Auswahl)
- Tobias Seicherls Weltreise. Im Kleinen Blatt erzählt und gezeichnet von L. Kmoch. Wien, Vorwärts AG, 1930
- Der Bisamberg im Wandel der Zeiten. Rund um den Bisamberg 1, 1957.
- Eine Mesolithstation auf dem Bisamberg bei Wien. Archaeologia Austriaca 40, 1966.